# Le Bourg-d'Hem
Le Bourg-d'Hem este o comună în departamentul Creuse din centrul Franței. În 2009 avea o populație de 225 de locuitori.

## Evoluția populației
| An        | 1975 | 1982 | 1990 | 1999 | 2006 | 2009 |
| --------- | ---- | ---- | ---- | ---- | ---- | ---- |
| Populație | 294  | 290  | 278  | 235  | 210  | 225  |